# Heidenberg (kommunfritt område)
Heidenberg är ett kommunfritt område i Landkreis Roth i Regierungsbezirk Mittelfranken i förbundslandet Bayern i Tyskland.